# Могерини, Флавио
Флавио Могерини (итал. Flavio Mogherini; 25 марта 1922, Ареццо — 21 апреля 1994, Рим) — итальянский кинорежиссёр, сценарист, продюсер, художник, бутафор. Отец верховного представителя Евросоюза по иностранным делам Федерики Могерини.

## Биография
Флавио Могерини получил высшее образование в области архитектуры, затем окончил Экспериментальный киноцентр в Риме. Начал творческий путь в качестве автора скетчей, дебютировал в качестве художника по костюмам в фильме Филиппа Вальтера Ратти (Filippo Walter Ratti) «Элеонора Друзе» (1948), получил известность в 1950 году благодаря работе в фильме Марио Моничелли и Стено «Собачья жизнь» (Vita da cani), где зарекомендовал себя незаурядным художником-постановщиком в манере позднего неореализма. В 1951 году те же режиссёры пригласили его в фильм «Полицейские и воры» (Guardie e ladri), в 1954 году Могерини работал с Роберто Росселини в фильме «Где свобода?» (Dov'è la libertà…?) и c Луиджи Дзампа в фильме «Римлянка» (La romana). В начале шестидесятых Могерини участвовал в первых фильмах Пьера Паоло Пазолини («Аккатоне» в 1961 году и «Мама Рома» в 1962), в 1961 году — в фильме Мауро Болоньини «Бездорожье» («La viaccia»). В 1970-х занялся режиссурой и снял в этом качестве несколько комедий. К числу наиболее удачных специалисты относят ленты «Чтобы любить Офелию» и «Паоло Барка, учитель начальных классов, практически нудист» (в обеих снимался Ренато Поццетто), а также гротесковую комедию Благородный венецианец по прозвищу «Полосатая задница» с Марчело Мастрояни в главной роли.

## Фильмография

### Режиссёр
- 1972 — Даже если бы я хотел работать? / Anche se volessi lavorare, che faccio?
- 1974 — Чтобы любить Офелию / Per amare Ofelia
- 1975 — Паоло Барка, учитель начальных классов, практически нудист / Paolo Barca, maestro elementare, praticamente nudista
- 1976 — Благородный венецианец по прозвищу «Полосатая задница» / Culastrisce nobile veneziano
- 1977 — Девушка в жёлтой пижаме / La ragazza dal pigiama giallo
- 1978 — Чтобы жить лучше, развлекайтесь с нами / Per vivere meglio, divertitevi con noi
- 1981 — Пожалуйста, займись Амелией / Per favore occupati di Amelia
- 1982 — Сбирулино / Sbirulino
- 1986 — Девушка сирени / La ragazza dei lillà
- 1987 — Какое трудное приключение / Com'è dura l’avventura
- 1994 — Преступление страсти / Delitto passionale

### Сценарист
- 1972 — Даже если бы я хотел работать? / Anche se volessi lavorare, che faccio?
- 1974 — Чтобы любить Офелию / Per amare Ofelia (и сюжет)
- 1976 — Благородный венецианец по прозвищу «Полосатая задница» / Culastrisce nobile veneziano (и рассказ)
- 1977 — Девушка в жёлтой пижаме / La ragazza dal pigiama giallo
- 1981 — Пожалуйста, займись Амелией / Per favore occupati di Amelia
- 1987 — Какое трудное приключение / Com'è dura l’avventura (и сюжет)
- 1994 — Преступление страсти / Delitto passionale (и сюжет)

### Продюсер
- 1986 — Девушка сирени / La ragazza dei lillà